# Rządza (Jakubów)
Pour les articles homonymes, voir Rządza.
Rządza (prononciation : [ˈʐɔnd͡za]) est un village polonais de la gmina de Jakubów dans le powiat de Mińsk de la voïvodie de Mazovie dans le centre-est de la Pologne.
Il se situe à environ 4 kilomètres au nord-est de Jakubów (siège de la gmina), 12 kilomètres au nord-est de Mińsk Mazowiecki (siège du powiat) et à 48 kilomètres à l'est de Varsovie (capitale de la Pologne).
Le village compte approximativement une population de 240 habitants en 2006.

## Histoire
De 1975 à 1998, le village appartenait administrativement à la voïvodie de Siedlce.